# 赫倫灣 (喬治亞州)
赫倫灣（英語：Heron Bay）是位於美國喬治亞州亨利縣和斯波爾丁縣的一個人口普查指定地區。

## 地理
赫倫灣的座標為33°20′21″N 84°11′32″W / 33.33917°N 84.19222°W，而該地最高點為海拔高度238米（即781英尺）。

## 人口
根據2020年美國人口普查的數據，赫倫灣的面積為12.68平方千米，當中陸地面積為12.65平方千米，而水域面積為0.03平方千米。當地共有人口4679人，而人口密度為每平方千米369人。